# استوینگ
استوینگ (به انگلیسی Estwing) نام شرکت آمریکایی سازنده ابزارآلات است.
مشهورترین محصول این شرکت چکش‌های زمین‌شناسی آن است که زمین شناسان در تمام دنیا از آن استفاده می‌کنند.

## نگارخانه

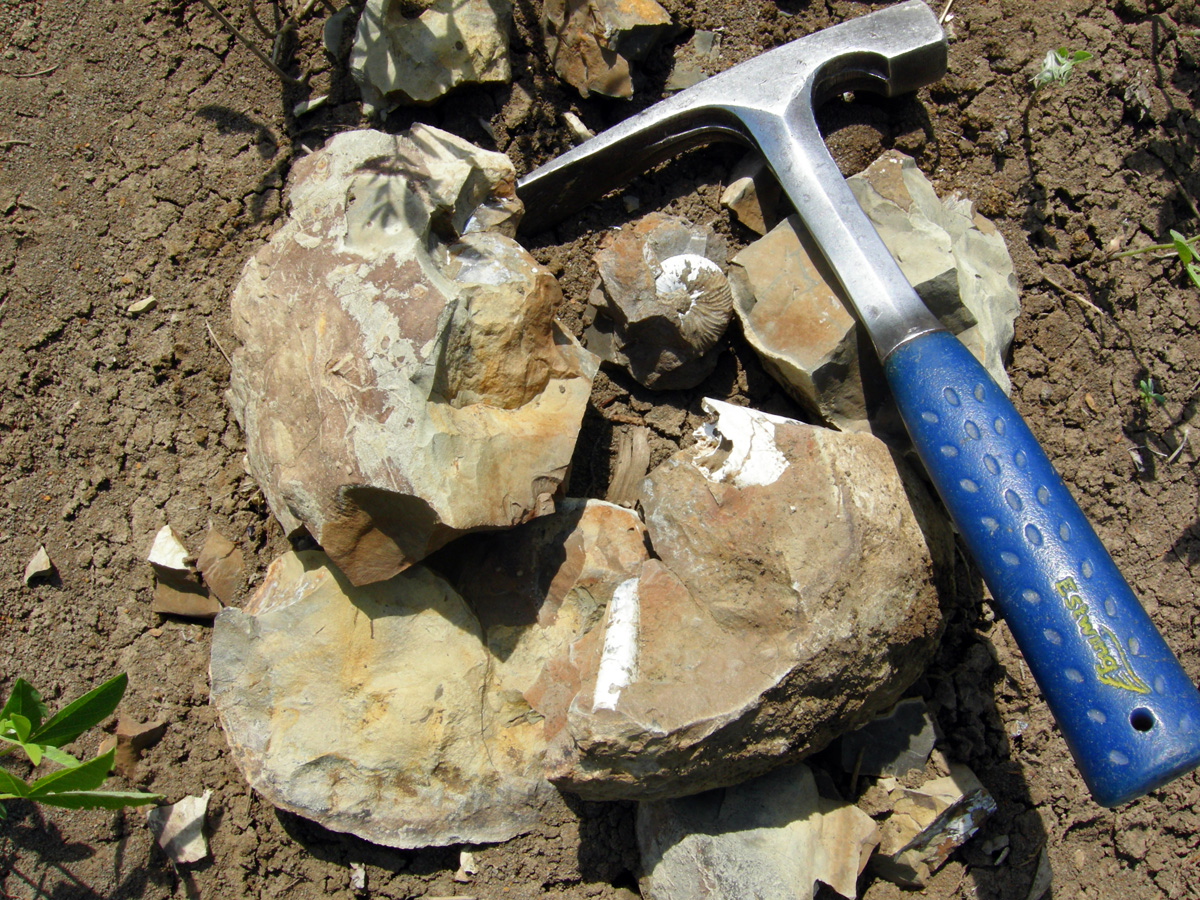
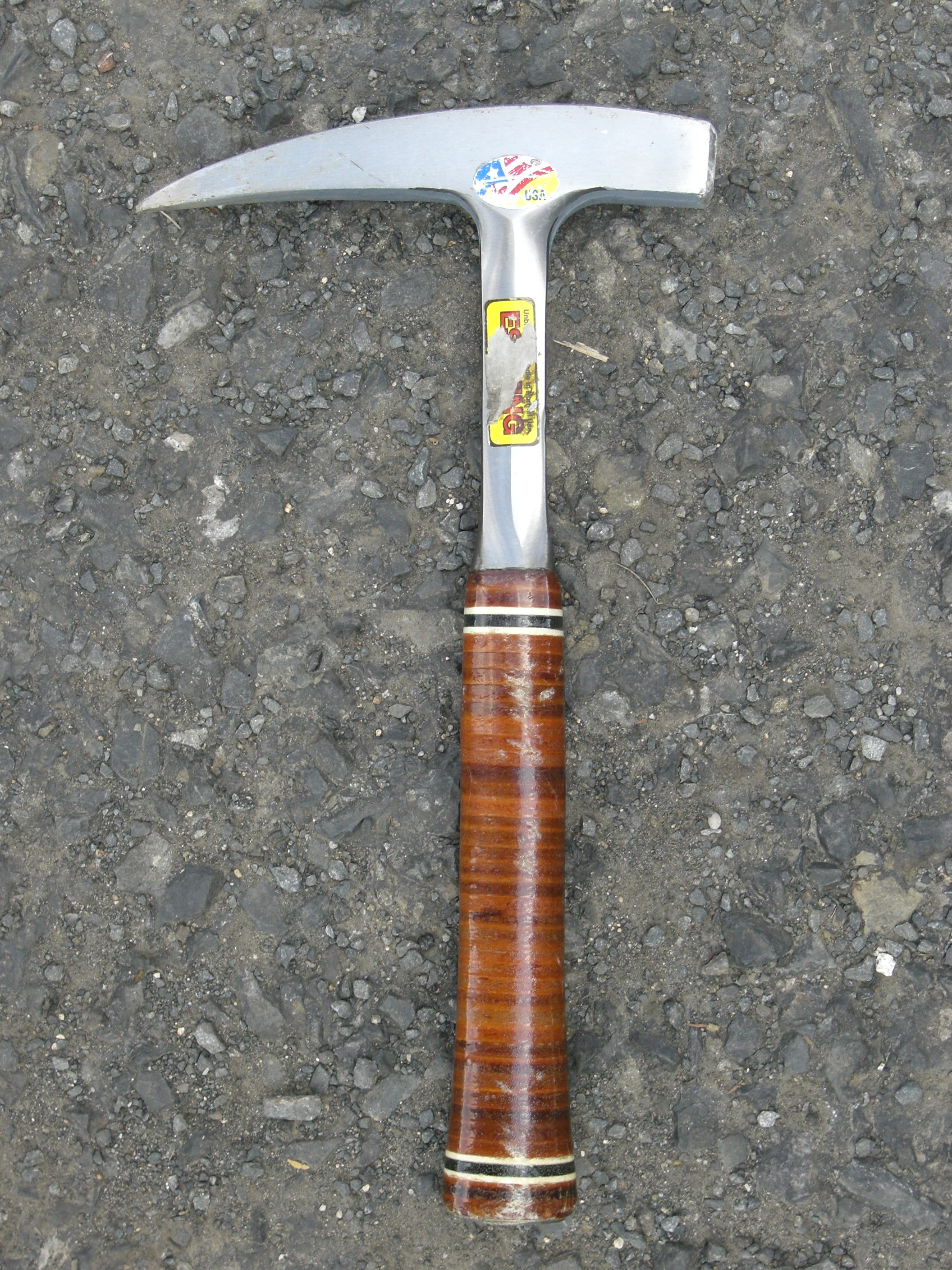
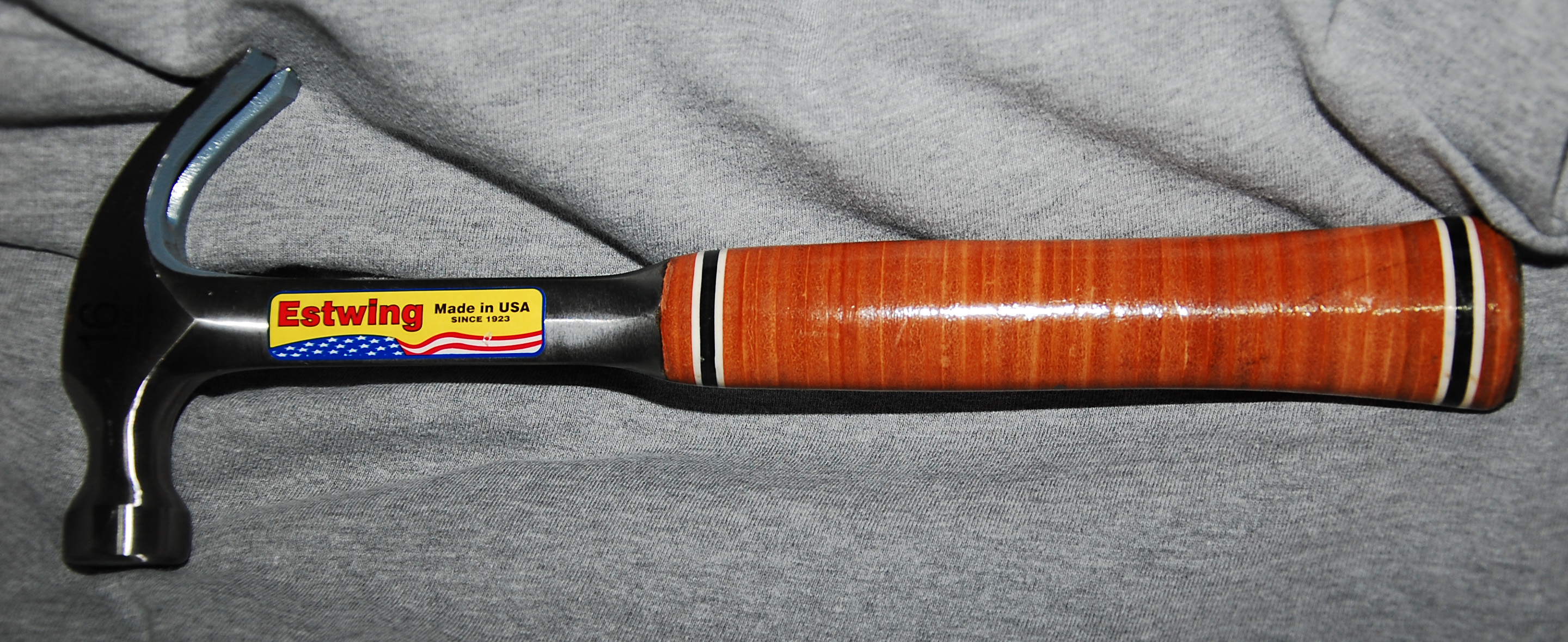